# Svitavy (distrito)
Svitavy é um distrito da República Checa na região de Pardubice, com uma área de 1 335 km² com uma população de 102 667 habitantes (2002) e com uma densidade populacional de 77 hab/km².